# Zaisenhausen
Zaisenhausen – gmina w Niemczech, w kraju związkowym Badenia-Wirtembergia, w rejencji Karlsruhe, w regionie Mittlerer Oberrhein, w powiecie Karlsruhe, wchodzi w skład wspólnoty administracyjnej Sulzfeld. Leży w Kraichgau, ok. 35 km na północny wschód od Karlsruhe, przy drodze krajowej B293 i linii kolejowej Karlsruhe – Heilbronn.